# Faroa amara
Faroa amara là một loài thực vật có hoa trong họ Long đởm. Loài này được Gilg ex Baker mô tả khoa học đầu tiên năm 1903.